# فرودگاه آرمیدال
فرودگاه آرمیدال (به انگلیسی: Armidale Airport) یک فرودگاه همگانی مسافربری با کد یاتا ARM است که یک باند فرود آسفالت دارد و طول باند آن ۱۷۳۸ متر است. این فرودگاه در شهر آرمیدال کشور استرالیا قرار دارد و در ارتفاع ۱۰۸۴ متری از سطح دریا واقع شده‌است.